# Petrolero

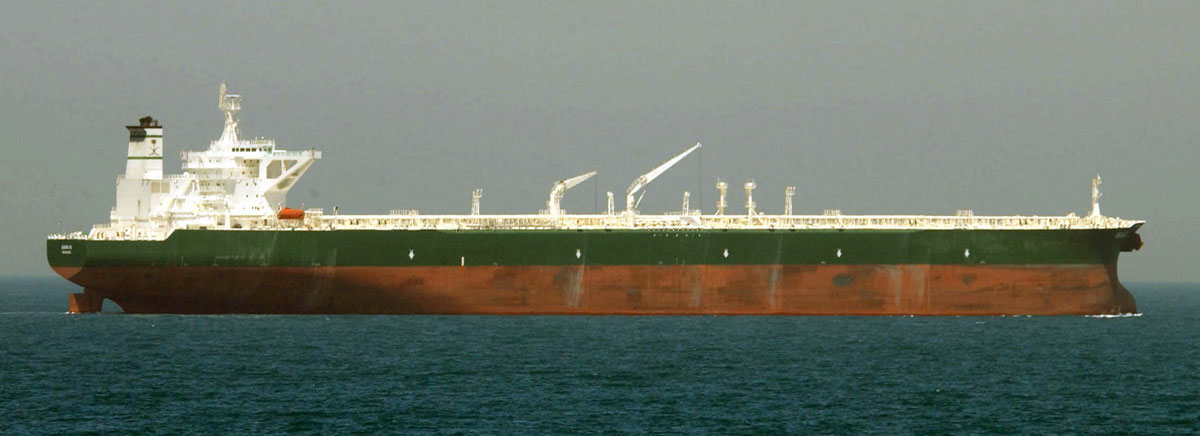
El superpetrolero AbQaiq puede transportar hasta 2 millones de barriles de crudo a bordo.

Un petrolero es un tipo de buque cisterna diseñado específicamente para el transporte de crudo o productos derivados del petróleo. Actualmente todos los petroleros en construcción son del tipo de doble casco, en detrimento de los más antiguos diseños de un solo casco (monocasco), debido a que son menos sensibles a sufrir daños y provocar vertidos en accidentes de colisión con otros buques o encallamiento.
A partir de este tipo de barcos, surgió el superpetrolero, de mayor capacidad de carga y destinado al transporte de crudo desde Medio Oriente alrededor del Cuerno de África. El superpetrolero Knock Nevis llegó a ser la embarcación más grande del mundo.
Además del transporte por oleoducto, los petroleros son el único medio de transportar grandes cantidades de crudo, a pesar de que algunos han provocado considerables desastres ecológicos al hundirse cerca de la costa provocando el vertido de su carga al mar. Los desastres más famosos han sido los causados por los petroleros Torrey Canyon, Exxon Valdez, Amoco Cadiz, Erika, Prestige, Mar Egeo, Urquiola, Polycommander,...

## Clasificación
Los buques petroleros, gaseros y cargueros se clasifican según su capacidad de carga en:
- Aframax, derivada de la Average Freight Rate Assessment, con una capacidad de entre 80.000 y 125.000 toneladas.
- Capesize, buques con una capacidad de entre 156.000 y 400.000 toneladas.
- Chinamax que indica navíos que pueden atracar en puertos de China, con una capacidad de entre 380.000 y 400.000 toneladas.
- Valemax, buques con una capacidad de entre 380.000 y 400.000 toneladas operados por la compañía Vale y dedicados principalmente a transporte de mineral.
- Handymax, buques con una capacidad de entre 40.000 y 50.000 toneladas.
- Handysize, buques con una capacidad menor de 50.000 toneladas.
- Malaccamax, que indica navíos que pueden transitar por el Estrecho de Malaca , con una capacidad entre 80.000 y 120.000 toneladas.
- Panamax, que indica navíos que pueden transitar por el Canal de Panamá, con una capacidad de entre 50.000 y 79.000 toneladas.
- Q-Max, que indica navíos que pueden atracar en puertos de Catar
- Seawaymax, que indica navíos que pueden transitar por el Canal Seaway que une al Océano Atlántico con los Grandes Lagos
- Suezmax, que indica navíos que pueden transitar por el Canal de Suez, con una capacidad de entre 125.000 y 200.000 toneladas.
- VLCC (Very Large Crude Carrier), con una capacidad de más de 300.000 toneladas.
- ULCC (Ultra Large Crude Carrier), con una capacidad de más de 500.000 toneladas.